# Don Drummond
Don Drummond, znany również jako Don Cosmic (ur. 12 marca 1932 w Kingston, zm. 6 maja 1969 tamże) – jamajski puzonista i kompozytor, muzyk sesyjny Studia One, współzałożyciel i autor wielu kompozycji zespołu The Skatalites, przez George’a Shearinga nazwany jednym z pięciu najlepszych puzonistów wszech czasów; jeden z prekursorów muzyki ska.

## Życiorys
Urodził się i dorastał w Trenchtown, największych slumsach na przedmieściach stolicy Jamajki. Podjął naukę w szkole Alpha Boys School, prowadzonej przez katolickie siostry zakonne, której to absolwentami była cała rzesza znanych muzyków, m.in. trójka przyszłych współzałożycieli The Skatalites: Lester "Ska" Sterling, Tommy McCook i Johnny "Dizzy" Moore. Tam dostrzeżono jego niezwykły talent muzyczny i pozwolono szlifować grę na puzonie w szkolnym zespole. Gdy ukończył ostatni rok nauki, objął zaoferowaną mu przez władze placówki posadę nauczyciela muzyki. Wśród jego wychowanków znaleźli się m.in. Rico Rodriguez, Joe Harriott czy też Vincent Gordon, ze względu na łudząco podobny styl gry znany również pod pseudonimem "Don Drummond Jr".
Karierę na scenie muzycznej rozpoczął w pierwszej połowie lat 50., występując ze słynnym jazzowym big-bandem Erica Deansa; w późniejszych latach przewinął się także przez kilka innych mniej znanych zespołów. Od roku 1956 był regularnie angażowany jako muzyk sesyjny przez dwóch najważniejszych wówczas na wyspie producentów: Duke'a Reida i Clementa "Sir Coxsone'a" Dodda. Drugi z nich, po otwarciu w roku 1962 swojego własnego, legendarnego dziś Studia One, postanowił spośród najlepszych pracujących dla niego muzyków utworzyć mającą je wesprzeć supergrupę. Późną wiosną 1964 roku formacja ta przyjęła swój ostateczny kształt – wśród dziewięciorga tworzących ją instrumentalistów znalazł się także Drummond – i tak narodzili się The Skatalites, najsłynniejszy zespół ska wszech czasów, który mimo iż istniał tylko przez niewiele ponad rok, zdołał w tym czasie zrewolucjonizować całą muzykę jamajską.
Najważniejszą przyczyną rozpadu The Skatalites była tragedia, jaka dotknęła grupę właśnie za sprawą cierpiącego na poważne zaburzenia psychiczne Drummonda. W noc sylwestrową 1964/65 muzycy grali podczas zabawy w klubie La Parisienne w dzielnicy Harbour View; brakowało wśród nich Drummonda, który nie czuł się najlepiej i postanowił zostać w domu. Tej nocy, będąc pod wpływem nagłego ataku szału, puzonista zadźgał nożem swoją narzeczoną, tancerkę rumby i wokalistkę Anitę "Margueritę" Mahfood. Nazajutrz w Nowy Rok sam zgłosił się na policję, gdzie początkowo przyznał się do wszystkiego, jednak wkrótce zmienił zeznania, utrzymując że jego partnerka popełniła samobójstwo. W lutym 1965 roku został uznany przez sąd za niepoczytalnego i skierowany do zamkniętego ośrodka odosobnienia w szpitalu psychiatrycznym Bellevue w Kingston. Tam też zmarł 6 maja 1969 roku; jako oficjalną przyczynę zgonu podano samobójstwo, jednak jako że nie przeprowadzono żadnej sekcji zwłok a pogrzeb zorganizowano po cichu i w tajemnicy, do dziś krążą różne spekulacje na temat prawdziwych okoliczności śmierci muzyka. Te najczęściej powtarzane mówią o brutalnym zamordowaniu go przez personel ośrodka, celowym działaniu władz wymierzonym w nieprzychylną rządzącym niezależną scenę muzyczną stolicy lub też zemście gangsterów za śmierć Marguerity, rzekomo córki jednego z bossów lokalnej mafii.